# Dirofilaria immitis
Dirofilaria immitis – gatunek nicienia, pasożyt przenoszony przez komary. Występuje na całym świecie, najliczniej w strefie klimatu ciepłego i umiarkowanego. Nosicielami są ssaki drapieżne (Carnivora), w tym psy i koty. Mikroskopijnej wielkości postać larwalna przenoszona jest na skórę, z której powoli wnika do wnętrza organizmu, gdzie przemieszcza się do prawej komory serca lub pnia tętnicy płucnej. Tam może dojrzewać i osiągać wielkość osobnika dorosłego (do 30 cm). Wywołuje dirofilariozę.

## Gospodarze
Gospodarze Dirofilaria immitis to:
- pies
- kot
- wilk
- kojot
- lis
- fretka domowa
- lew morski
- pantera afrykańska (Panthera pardus pardus)[2]
- człowiek (rzadko)
- bobry